# Dojenče
Dojenče je naziv, koji se obično primjenjuje na vrlo malu djecu mlađu od jedne godine, tj. u razdoblju kada se pretežito prehranjuju dojenjem. Definicije se mogu razlikovati i mogu uključivati djecu do dvije godine. Nakon toga počinje rano djetinjstvo. Novorođenče je naziv stadija u razvoju ljudskog bića, od rođenja do navršenih 28 dana. Tome prethodi prenatalni razvoj čovjeka od začeća do rođenja.
Dojenče bi do svog petog mjeseca života trebalo udvostručiti svoju težinu, a do prvog rođendana obično ima trostruku težinu od one na porodu. Prehrana se zasniva na majčinom mlijeku, koje zadovoljava sve potrebe dojenčeta. Nizom dugogodišnjih istraživanja potvrđene su prednosti majčinog mlijeka za zdravlje, rast i razvoj djece, a tako i za zdravlje njihovih majki. Majčino mlijeko sadržava mnogo komponenata, koje imaju važnu nutritivnu i imunološku ulogu za dijete. Dojenje ima važnu zaštitnu ulogu i za majku. Velika važnost pridaje se promoviranju što duljeg dojenja s ciljem očuvanja i unapređenja zdravlja djeteta. Nakon 4. – 6. mjeseca života dojenče posjeduje fiziološku zrelost za gutanjem pa se može započeti s dohranom tj. uvođenjem krute hrane. Dohrana dojenčeta obično počinje oko šestog mjeseca života s kašicama od voća i žitarica, a u kasnijim mjesecima u prehranu se polako dodaje meso, povrće, riba i masnoće. Plač je jedini način komunikacije s okolinom u ranoj dobi, posebice prvih šest mjeseci, kojim se izražava glad, žeđ, bol, osjećaj osamljenosti, pospanost.
Dijete obično prohoda u razdoblju između 9 i 15 mjeseci starosti. Prije nego što prohoda, dojenčad obično puže, mogu stajati ili sjediti uspravno. Nerijetko se događa dojenčadi, da prohodaju i u razdoblju između 17. i 19. mjeseca. Postoje i sprave, poput hodalica i sl., koje pomažu djeci da prohodaju držeći se za njih, a ipak imajući kontrolu kretanja. Dok dojenčad ne nauči hodati, nosi se na rukama, drži se u nosiljkama ili se vozi u kolicima. Većina naprednih država, ima zakone koji zahtijevaju dječje autosjedalice u motornim vozilima.
Eksperimenti su rađeni kod dojenčadi do četiri mjeseca starosti, koristeći ugodan dodir (milovanje ili maženje) i neugodan dodir (bockanje, štipanje ili škakljanje). Dojenčad koja je primila ugodan dodir rjeđe je plakala, a također bila glasnija i osmijehivala se više od dojenčadi, koja je bila izložena neugodnim dodirima. Dojenčad koja je više bila izložena neugodnom dodirivanju imala je više emocionalnih problema i problema u ponašanju kasnije u životu. Niža količina fizičkog nasilja kod odraslih otkrivena je u kulturama s većom razinom ugodnoga fizičkog dodira.